# Made in China 2025
Made in China 2025 (chinês simplificado: 中国制造2025, pinyin: Zhōngguózhìzào èrlíng'èrwǔ), também chamado de “China Manufactured 2025”, é um plano chinês para atualizar, consolidar e equilibrar a indústria manufatureira da China, transformando-a em uma potência global capaz de influenciar padrões globais, cadeias de suprimento e impulsionar a inovação global, com base na ideia de que o mundo está passando por uma quarta revolução industrial, como a confluência de robôs, inteligência artificial, big data e fabricação de refazer computação em nuvem. Esta estratégia nacional foi anunciada pelo Conselho de Estado da China em maio de 2015.
O plano diretor industrial da China "Made in China 2025" visa transformar o país em uma superpotência industrial "nas próximas décadas". Esta política industrial desafia a supremacia econômica das principais economias e corporações internacionais do século XXI.

## Metas
Os objetivos do Made in China 2025 incluem aumentar o conteúdo doméstico chinês de materiais essenciais para 40% até 2020 e 70% até 2025.  O objetivo final de Pequim é reduzir a dependência da China de tecnologia estrangeira e promover fabricantes chineses de alta tecnologia no mercado global.
O plano identifica 10 setores-chave: tecnologia da informação avançada, máquinas-ferramentas de controle digital e robótica, aviões, equipamentos oceânicos e navegação, equipamentos de transporte ferroviário, automóveis utilizando nova energia, equipamentos de energia elétrica, equipamentos agrícolas, novos materiais, biofarmacêuticos e equipamentos médicos.

## Setores-chave
Os semicondutores são uma área de ênfase particular, dada a sua centralidade em quase todos os produtos eletrônicos. A China, em 2019, respondia por cerca de 60% da demanda global por semicondutores, mas produziu apenas 13% da oferta global. A China 2025 estabelece metas específicas: até 2025, a China pretende alcançar 70% de auto-suficiência nas indústrias de alta tecnologia e até 2049 - centésimo aniversário da República Popular da China - busca uma posição dominante nos mercados globais.